# Agnieszka Francuska
Agnieszka Francuska (ur. 1171, zm. po 1205) – córka króla Francji Ludwika VII Młodego i jego trzeciej żony Adeli z Szampanii, cesarzowa bizantyńska. Jej bratem był Filip II August.

## Życiorys
Urodziła się w Paryżu, jako najmłodsza córka króla Francji, Ludwika VII Młodego i jego trzeciej żony, królowej Adeli Szampańskiej. Jej pierwszym mężem był od 1180 roku Aleksy II Komnen, syn cesarza Manuela I. W Bizancjum zmieniono jej imię na Anna. Jej ślub odbył się 2 marca 1180 roku, 24 września 1180 została koronowana na cesarzową. Po śmierci męża (październik 1183) stała się w wieku 13 lat żoną jego mordercy – Andronika I. On również został zamordowany 12 września 1185. Jej trzecim mężem został w 1194 arystokrata bizantyński Teodor Branas (syn wodza bizantyńskiego Aleksego Branasa). W okresie IV wyprawy krzyżowej doszło do jej spotkania z krzyżowcami francuskimi. Agnieszka, jako była cesarzowa bizantyjska pozwoliła, by krzyżowcy złupili Konstantynopol i utworzyli Cesarstwo Łacińskie, które przetrwało do 1261 roku. Najprawdopodobniej doczekała się z trzecim mężem dwóch córek, które zostały poślubione możnym bizantyjskim. Zmarła podobno w roku 1205 z powodu ciągłych chorób, których nabawiła się podczas swego pobytu na tym obszarze (od dzieciństwa podobno była dzieckiem chorowitym).